# Sangmu-dong
Sangmu-dong (koreanska: 상무동) är en stadsdel i stadsdistriktet Seo-gu i staden Gwangju i den sydvästra delen av Sydkorea,  270 km söder om huvudstaden Seoul.

## Indelning
Administrativt är Sangmu-dong indelat i:
| Namn    | Namn              | Yta km² | Invånare 31 dec 2020 |
| ------- | ----------------- | ------- | -------------------- |
| 상무1동 | Sangmu 1(il)-dong | 1,36    | 25 270               |
| 상무2동 | Sangmu 2(i)-dong  | 1,86    | 24 241               |